# 22-й гірський корпус (Третій Рейх)
XXII-й (22-й) гірський ко́рпус (нім. XXII. Gebirgskorps) — гірський корпус Вермахту за часів Другої світової війни.

## Історія
XXII-й гірський корпус був сформований 12 серпня 1943 у VII-му військовому окрузі (нім. Wehrkreis VII).

## Райони бойових дій
- Балкани (Греція, Албанія, Югославія) (серпень 1943 — листопад 1944);
- Угорщина, Австрія (листопад 1944 — травень 1945).

## Командування

### Командири
- генерал гірсько-піхотних військ Губерт Ланц (нім. Hubert Lanz) (12 серпня 1943 — 8 травня 1945).

## Бойовий склад 22-го гірського корпусу
Формування управління, забезпечення та підтримки
- 422-ге артилерійське командування (Arko 422);
- 422-ге управління корпусного постачання (Korps-Nachschubtruppen 422);
- 422-й корпусний батальйон зв'язку (Korps Nachrichten-Abteilung 422);
- 422-й моторизований топографічний відділ корпусу (Korps-Kartenstelle (mot.) 422);
- 422-й моторизований взвод фельджандармерії (Feldgendarmerie-Trupp (mot.) 422).

- 1-ша гірсько-піхотна дивізія (1. Gebirgs-Division);
- 104-та єгерська дивізія (104. Jäger-Division).

- 104-та єгерська дивізія.

- 104-та єгерська дивізія.

- 104-та єгерська дивізія;
- 966-та фортечна бригада (Festungs Brigade 966).

- 41-ша фортечна дивізія (41. Festungs-Division);
- 11-та авіапольова дивізія (11. Feld-Division (L);
- 22-га планерна дивізія (22. (Luftlande) Infanterie-Division);
- 1-ша гірсько-піхотна дивізія;
- 963-тя фортечна бригада (Festungs Brigade 963);
- 966-та фортечна бригада;
- 967-ма фортечна бригада (Festungs Brigade 967);
- 969-та фортечна бригада (Festungs Brigade 969).

- 3-тя кавалерійська дивізія (3. Kavallerie-Division);
- 1-ша гірсько-піхотна дивізія;
- 92-га моторизована гренадерська бригада (Grenadier-Brigade 92 (mot.).

- 1-ша фольксгренадерська гірська дивізія (1. Volks-Gebirgs-Division);
- 118-та єгерська дивізія (118. Jäger-Division).